# Stanislas Macaire
Pour les articles homonymes, voir Macaire.
Stanislas Macaire, parfois connu sous le nom de plume Anatole de Mont-Gray, mort en 1845, est un romancier et auteur dramatique du XIXe siècle.

## Biographie
Il est tué lors d'un duel en 1845.

## Œuvres
- 1830 : Philippe, ou la Guérison militaire, pièce en 1 acte, Paris, Cirque-olympique, 28 septembre 1830
- 1830 : La Lingère, avec Alphonse Signol
- 1831 : Le Chiffonnier, 5 vol, avec Alphonse Signol
- 1831 : La Cantinière, 2 vol
- 1831 : Les Brigands-demoiselles, folie contemporaine, 5 vol
- 1832 : L'Escamoteur, 5 vol
- 1833 : Deux Réputations, scène de la vie positive
- 1834 : Longtemps après (1812-1830)
- 1843 : Les Enfants de troupe, ou Aventures de Catherine, orpheline et cantinière de la 43e demi-brigade de l'armée d'Égypte